# Lucjan Pietraszewski
Lucjan Pietraszewski (18 de dezembro de 1917 – 11 de julho de 1995) foi um ex-ciclista polonês. Terminou em segundo lugar na competição Volta à Polónia de 1947.